# 마크 V. 라이트

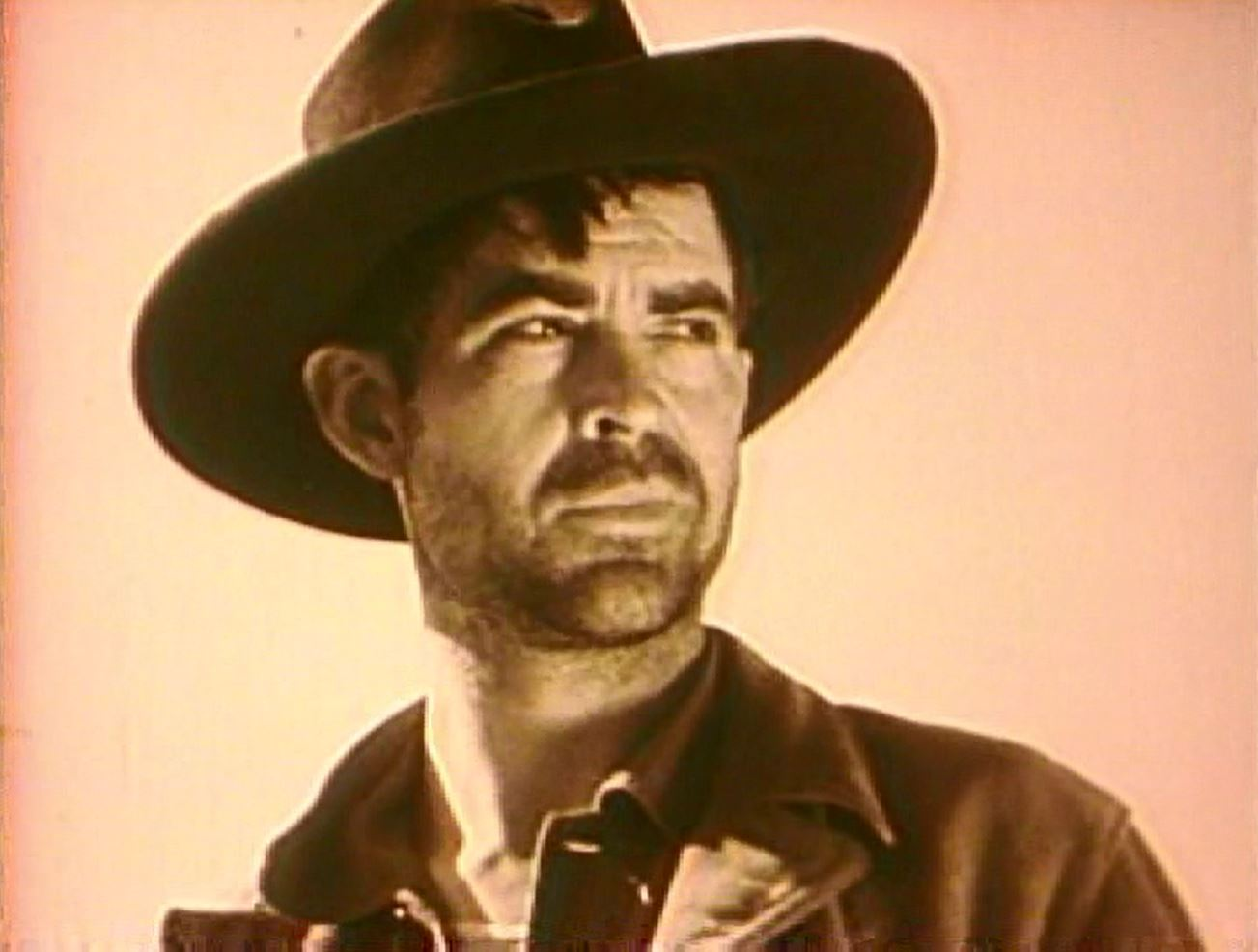

마크 V. 라이트(Mack V. Wright, 1894년 3월 9일 ~ 1965년 8월 14일)는 미국의 배우, 영화 감독, 각본가, 영상 편집자이다.
불더시티에서 사망하였다.

## 영화
- 루틴 투틴 리듬 (1937년)
- 황야의 바람 (1936년)
- 버저런티스 알 커밍 (1936년)